# Havassy György
Havassy György (Szolnok, 1962. április 15. –) magyar bábművész, színész.

## Életpályája
Szolnokon született, 1962. április 15-én. A Bábszínészképző Tanfolyamon 1987-ben kapott diplomát. 1985-től az egri Gárdonyi Géza Színház Harlekin Bábegyüttesében szerepelt. 1998-tól az önállóvá vált Harlekin Bábszínház tagja lett. 2011-től a Galagonya Bábszínház utazó társulatának művésze.

## Színházi szerepeiből
- L. Frank Baum: Óz, a nagy varázsló... Gyáva Oroszlán
- Csukás István: Ágacska... Dani kacsa
- Lázár Ervin: A kisfiú meg az oroszlánok... Bruckner Szigfrid
- Ignácz Rózsa: Csipkerózsika... Rózsa király
- Grimm fivérek: Hófehérke... király; vadász
- Cezar Petrescu: Framm, a jegesmedve... Framm
- Tóth Eszter: A három kismalac... farkas
- Urbán Gyula: Minden egér szereti a sajtot... Nagy Macska Mágus; Márton papa